# Хмельницький (спортивний клуб)
Спортивний клуб «Хмельницький» (до липня 2018 — Футбольний клуб «Хмельницький») — український футбольний клуб з однойменного міста, заснований у 2017 році. Виступає у Чемпіонаті України з футболу серед аматорів. Домашні матчі приймає на стадіоні «Поділля», місткістю 6 800.

## Статистика виступів
| Сезон     | Ліга    | М       | І  | В | Н | П  | ГЗ | ГП | О | Примітка |
| --------- | ------- | ------- | -- | - | - | -- | -- | -- | - | -------- |
| 2017—2018 | Група 1 | 8 з 9   | 16 | 2 | 2 | 12 | 15 | 41 | 8 |          |
| 2018—2019 | Група 1 | 10 з 11 | 18 | 2 | 1 | 15 | 9  | 79 | 7 |          |

## Відомі гравці
- Олександр Алієв
- Микола Федорко
- Дмитро Момотенко

## Досягнення
- Чемпіонат Хмельницької області
  - Срібний призер: 2017.